# Steginoporella buskii
Steginoporella buskii är en mossdjursart som beskrevs av Harmer 1900. Steginoporella buskii ingår i släktet Steginoporella och familjen Steginoporellidae. Inga underarter finns listade i Catalogue of Life.